# Segregação cromossómica

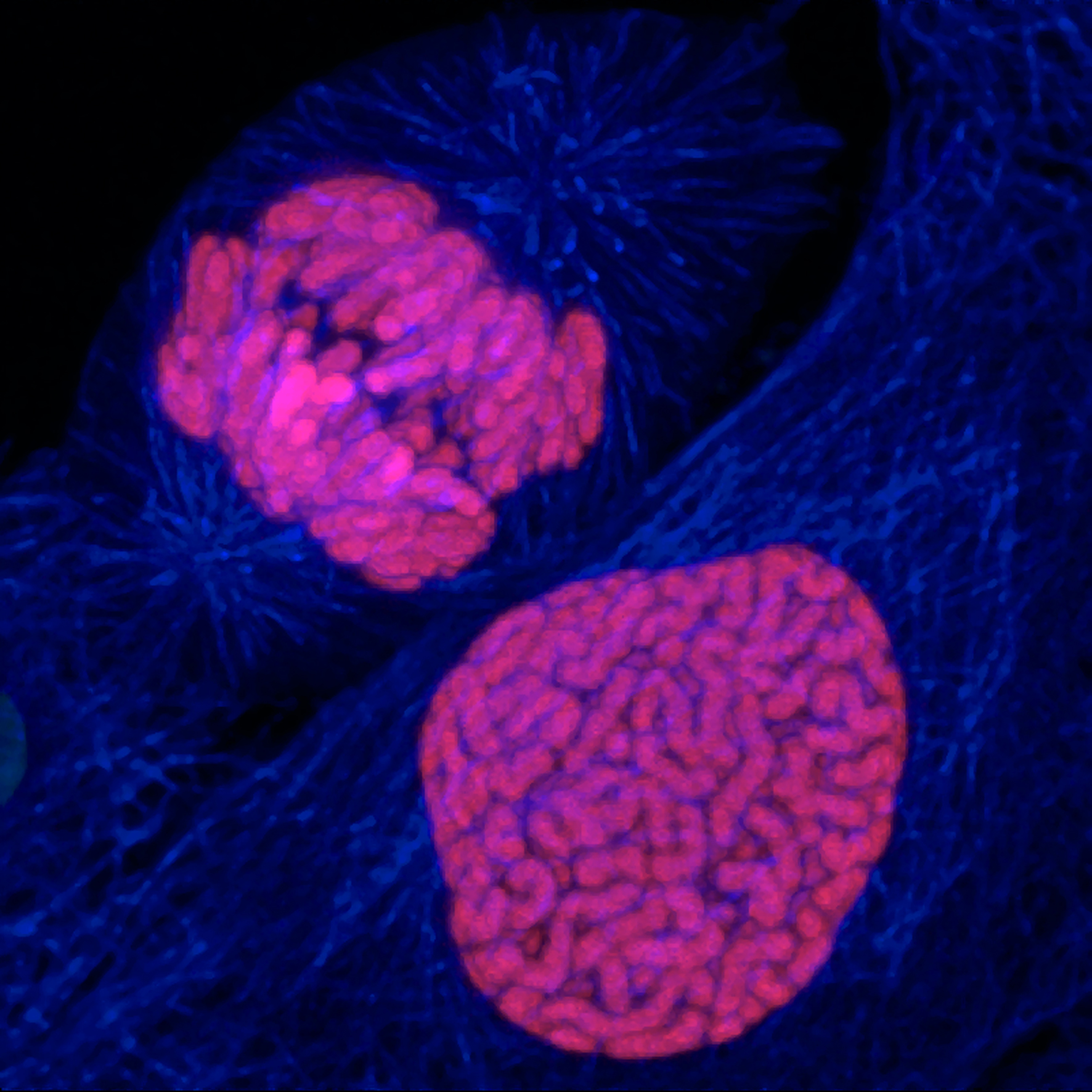
Célula em processo de divisão (anáfase; célula em cima à esquerda), mostrando os cromossomas (a cor-de-rosa) a segregar.

Em biologia celular, Segregação cromossómica (português europeu) ou segregação cromossômica (português brasileiro) é a denominação dada ao processo de separação dos cromossomos homólogos durante a mitose ou meiose.
É um processo mecânico, em que os cromossomas são guiados por microtúbulos para os pólos celulares. Erros neste processo dão origem a aneuploidia.